# Rida at-Tatawi
Rida Mustafa at-Tatawi (arab. رضا مصطفى التطاوي) – egipski zapaśnik walczący w obu stylach. Srebrny medalista mistrzostw Afryki w 1982 i 1984. Czwarty w igrzyskach śródziemnomorskich w 1983. Czwarty w Pucharze Świata w 1982 i szósty w 1984 roku.